# Astathes laosensis
Astathes laosensis är en skalbaggsart som beskrevs av Maurice Pic 1939. Astathes laosensis ingår i släktet Astathes och familjen långhorningar.
Artens utbredningsområde är Laos. Inga underarter finns listade.